# Domini del foc pels primers humans
El domini del foc pels primers humans fou un punt d'inflexió en l'evolució humana i en l'evolució cultural que permeté proliferar les poblacions d'espècies humanes a causa de la incorporació a la dieta d'aliments cuits amb proteïnes i carbohidrats, l'expansió de l'activitat humana durant la nit i protegir-los dels depredadors.

## Funcions
La cocció augmenta el valor energètic dels aliments i els fa més fàcils d'assimilar (augmenta la digestibilitat del midó entre un 12 i un 35%; la de les proteïnes, entre un 45 i un 78%). Segons el primatòleg Richard Wrangham de la Harvard University, la calor del processament d'aliments va ser un element clau de l'evolució humana en haver disparat l'augment de la capacitat cerebral en permetre que els carbohidrats complexos d'aliments amb midons fossin més fàcilment digeribles i, per tant, permetent que els humans absorbissin més calories (la massa cerebral consumeix gairebé el 20% del metabolisme basal encara que representa només el 2% del pes del cos humà). També va suposar la reducció de l'aparell masticatori (dents i maxil·lars) i del tub digestiu, gràcies a la millora de la digestibilitat.
La cocció desintoxica certs aliments i afavoreix el deslletament primerenc dels nadons, cosa que permet a les mares tenir més fills.
A més, el foc proporciona protecció contra els depredadors al voltant dels campaments terrestres. Il·lumina, permetent als humans endinsar-se a les coves. Perllonga el dia a costa de la nit, cosa que va permetre ampliar l'activitat humana durant la nit. Va ser un factor de convivència i socialització a la nit al voltant de la llar.
En el pla tècnic, el foc va millorar la qualitat de les armes al Paleolític mitjà en permetre endurir al foc les puntes dels venables, després de les d'armes i dels estris al Pleistocè Superior escalfant materials lítics (especialment el pedernal) per facilitar-ne el tallat.

## Proves arqueològiques

### Àfrica de l'est
Les proves més primerenques de l'ús pels humans del foc prové de diverses excavacions arqueològiques a l'est de l'Àfrica, com ara Chesowanja, prop del llac Baringo, Koobi Fora, i Olorgesailie a Kenya. Les proves a Chesowanja consisteixen en fragments d'argil·la vermella cuita datats de fa 1,42 milions anys (Ma). El rescalfament dels fragments trobats al lloc revelaren que l'argila s'hagué d'escalfar a 400 °C per endurir-la.
A Koobi Fora, els llocs FxJjzoE i FxJj50 mostren proves de control del foc per Homo erectus fa 1,5 Ma, amb l'enrogiment dels sediments que només pot ser produït per l'escalfament a 200-400 °C. Hi ha una depressió amb forma artificial a Olorgesailie, Kenya. S'hi han trobat restes microscòpiques de carbó vegetal, però podria ser el resultat d'un incendi forestal.
A Gadeb, Etiòpia, fragments de tova cuita que semblaven haver estat cremats foren trobats a la localització 8E, però el recremament de les roques podria ser degut a l'activitat volcànica local. Aquests fragments s'han trobat entre eines de l'acheulià d'H. erectus.
A la vall de riu Awash mitjà, es trobaren cavitats de forma cònica d'argila rogenca que podrien haver sigut originades per temperatures de 200 °C. Alguns autors creuen que són soques d'arbres cremats, de manera que haurien provocat la cavitat en cremar el mateix arbre. També hi ha pedres cremades a la vall de l'Awash, però a la zona també hi ha tova volcànica.

### Sud d'Àfrica
La primera evidència definitiva del control humà del foc va ser trobada a Swartkrans, Sud-àfrica. S'han trobat diversos ossos cremats entre les eines acheulianes, eines d'os i els ossos amb marques de talls d'homínids. Aquest lloc mostra algunes de les primeres proves de carnivorisme de l'H. erectus. A la cova de les Llars (Cave of Hearths) al sud d'Àfrica, s'han trobat dipòsits amb data de 0,2-0,7 Ma, igual que en diversos altres llocs com Montagu Cave (0,058-0,2 Ma) i a la desembocadura del riu Klasies (0,12-0,13 Ma BP).
L'evidència més forta prové de Kalambo Falls a Zàmbia, on es trobaren diversos objectes relacionats amb l'ús del foc pels éssers humans, incloent-hi troncs carbonitzats, carbó vegetal, àrees enrogides, plantes herbàcies carbonitzades, i estris de fusta que poden haver estat endurits amb foc. El lloc fou datat amb radiocarboni entre 61.000 anys i 110.000 anys usant tècniques de racemització dels aminoàcids.
El foc fou usat per a tractar els càlculs amb calor per a augmentar-ne la viabilitat abans que els botons d'eines de la cultura Stillbayense.
Aquesta investigació feu aquesta mena de troballes no sols en els llocs de l'estilbaià, que es remunten a 72.000 anys, sinó en llocs que podrien arribar a una antiguitat de 164.000 anys.

### Orient Pròxim
Un lloc més recentment descobert al Pont dels fills de Jacob (גשר בנות יעקב, Bnot Ya'akov), Israel-Palestina, mostra fogatges d'H. erectus o H. ergaster d'entre 790 i 690 milers d'anys (ka).
A la cova Qesem (Qesem Cave), a uns 12 km a l'est de Tel-Aviv, hi ha evidència de l'ús regular de foc entre 382.000 - 200.000 BP (anys abans del present) al final del Plistocè inferior. Les grans quantitats d'ossos cremats i els sòls moderadament escalfats suggereixen que l'evisceració i neteja de les preses es feia prop dels focs.

### Orient Llunyà
A Xihoudu, a la província de Shanxi, hi ha proves de la crema per la descoloració negra, gris i gris-verdosa d'ossos de mamífers. Un altre lloc a la Xina és Yuanmou, a la província de Yunnan, on s'han trobat ossos ennegrits de mamífers.
A Trinil, Java, s'han trobat entre els fòssils d'H. erectus ossos ennegrits similars i dipòsits de carbó.

#### Zhoukoudian

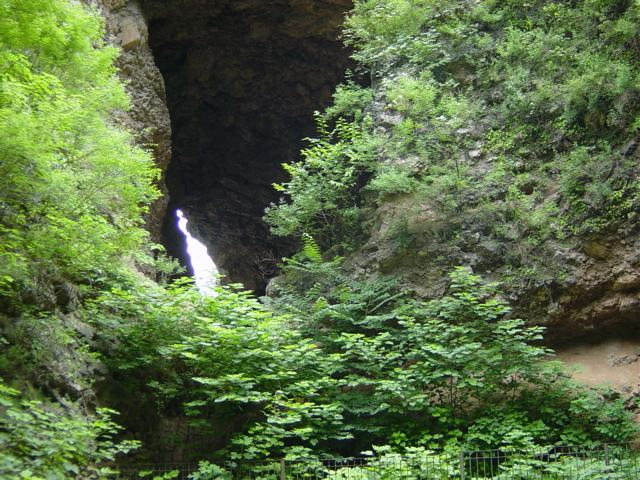
Coves de Zhoukoudian, Patrimoni de la Humanitat a la Xina

A Zhoukoudian, a la Xina, les proves de foc es produïren entre 500.000 1,5 milions BP.
El foc a Zhoukoudian és suggerit per la presència d'ossos cremats, restes d'indústria lítica cremades, carbó, cendra, i llars al voltant dels fòssils d'H. erectus en el nivell 10 del jaciment 1. Aquesta evidència prové del jaciment 1 a Zhoukoudian, on es van trobar diversos ossos ennegrits o enfosquits de manera uniforme. Es va determinar que les restes òssies eren característiques d'ossos cremats en comptes d'una tinció de manganès. L'anàlisi d'aquestes restes també revelà la presència d'òxids, mitjançant espectroscòpia d'infrarojos i al laboratori s'aconseguí produir el mateix resultat de coloració turquesa escalfant alguns dels altres ossos trobats en el nivell 10. Tot i que al jaciment es podria haver produït el mateix efecte degut a l'escalfament natural, aquest es produí al laboratori aconseguint coloracions dels ossos en blanc, groc i negre. El nivell 10 és descrit amb cendres amb silici alumini, ferro i potassi d'origen biològic, però les restes de cendres de fusta, com ara els agregats silicis, han desaparegut. Entre aquestes, hi ha possibles restes de llars "representades per sediments laminats fins d'argila i llims intercalats amb fragments de matèria orgànica de color vermellós-marró, marró i groc; i a nivell puntual barrejats amb fragments de pedra calcària i llims, argiles i matèria orgànica de color marró fosc finament laminats." El lloc en si no demostra que els incendis es fessin a Zhoukoudian, però l'associació dels ossos ennegrits pels artefactes de pedra, almenys, mostra que els humans no tenien control d'incendis en el moment de l'habitació de la cova de Zhoukoudian.

### Europa
Diversos llocs a Europa han demostrat l'evidència de l'ús del foc per part d'H. erectus. El més antic Samu (Homo erectus) s'ha trobat a Vértesszőlős, Hongria, on s'han trobat restes d'ossos però no s'han trobat restes de carbó. A Torralba i Ambrona, Espanya, s'hi ha trobat carbó i fusta entre restes d'eines d'estil acheulià, datades entre 0,3 i 0,5 Ma BP.
A Saint-Estève-Janson, a França, hi ha proves de 5 llars i sòls enrogits a la cova d'Escale. Aquestes llars s'han datat sobre els 200 ka BP.
La majoria de restes fins a la data permeten establir, amb prudència, que l'expansió del control del foc començà fa 125.000 anys BP.

## Canvis de conducta
Un canvi important en la conducta dels humans fou conseqüència del control del foc i la seva llum. L'activitat no es restringia a les hores amb llum solar. A banda, alguns mamífers i insectes hematòfags eviten el foc i el fum
El foc també conduí a una millora en la dieta mitjançant la ingesta de proteïnes cuites.
Richard Wrangham, de la Universitat Harvard, argumenta que la cocció d'aliments hauria permès el desenvolupament del cervell permetent una digestió més eficient d'aliments rics en midó i, conseqüentment, permetent una major ingesta calòrica.

## Canvis de dieta
Stahl suggerí que, a causa dels components indigeribles de les plantes, com la cel·lulosa i el midó, certes parts de la planta, com tiges, fulles madures, les arrels engruixides i els tubercles no formaren part de la dieta dels homínids fins després de l'arribada del domini del foc.
En canvi, la dieta consistia en les parts de les plantes que contenien sucres simples i carbohidrats, com ara llavors, flors i fruits carnosos. La incorporació de les toxines en les llavors i fonts similars de carbohidrats també va afectar la dieta, com els glicòsids cianogènics tals com els trobats en les llavors de lli, la iuca i la mandioca, que perden la toxicitat després de ser cuits. La dentadura d'Homo erectus i el desgast de les dents reflecteixen el consum d'aliments com carns dures i arrels vegetals.
La cocció de la carn, com es desprèn dels ossos de mamífers cremats i ennegrits, fa que les carns siguin més fàcils d'empassar i digerir-ne les proteïnes.
La quantitat d'energia necessària per a digerir carn cuita és menor que la destinada per a la carn crua, i la cuina gelatinitza el col·lagen i altres teixits connectius. La cocció també elimina els paràsits i bacteris i redueix la possibilitat d'intoxicació alimentària.